# 鶴光路町
鶴光路町（つるこうじまち）は、群馬県前橋市の地名。郵便番号は379-2141。2013年現在の面積は0.63km2。

## 地理
前橋市の南部、端気川右岸に位置している。南側には前橋南ICとパワーモール前橋みなみがある。

## 歴史
1878年に今宿村と善光寺村が合併してできた地名である。

### 年表
- 1878年 今宿村と善光寺村が合併し、鶴光路村が成立する。
- 1889年4月1日 町村制施行により、鶴光路村は亀里村、三公田村、横手村、新堀村、下阿内村、力丸村、徳丸村、房丸村と合併し東群馬郡下川淵村が成立する。
- 1896年4月1日 郡統合（東群馬郡と南勢多郡の統合）により勢多郡に所属する。
- 1954年4月1日 周辺1町5村（元総社村、上川淵村、芳賀村、桂萱村、群馬郡東村、総社町）とともに下川淵村は前橋市へ編入する。そのため前橋市鶴光路町となる。
- 2001年 3月31日 高崎JCT - 伊勢崎IC間開通に伴い、前橋南インターチェンジの供用が開始される。[5]。

## 世帯数と人口
2017年（平成29年）8月31日現在の世帯数と人口は以下の通りである。
| 町丁     | 世帯数  | 人口  |
| -------- | ------- | ----- |
| 鶴光路町 | 314世帯 | 767人 |

## 小・中学校の学区
市立小・中学校に通う場合、学区は以下の通りとなる。
| 番地 | 小学校               | 中学校             |
| ---- | -------------------- | ------------------ |
| 全域 | 前橋市立下川淵小学校 | 前橋市立第七中学校 |

## 交通

### 鉄道
鉄道駅はない。

### 道路
北関東自動車道前橋南ICがある。
国道は通っておらず、県道は群馬県道11号前橋玉村線が通っている。

## 施設
- 北関東自動車道前橋南IC
- パワーモール前橋みなみ（一部）
  - コストコ前橋倉庫店
- 前橋市立下川淵小学校
- 前橋鶴光路郵便局